# Paropioxys opulentus
Paropioxys opulentus är en insektsart som beskrevs av Ferdinand Karsch 1890. 
Paropioxys opulentus ingår i släktet Paropioxys och familjen Eurybrachidae. Inga underarter finns listade i Catalogue of Life.